# Ida Tacke
Ida Tacke (née le 25 février 1896 à Wesel morte le 24 septembre 1978 à Bad Neuenahr) est une chimiste allemande. Elle est également connue sous son nom de femme mariée Ida Noddack. On l'a surnommée la « Marie Curie allemande ».
Avec son futur époux Walter Noddack et Otto Berg, elle a découvert le rhénium en 1925. Elle a, par ailleurs, dès 1934, émis l'hypothèse de la possibilité de la fission nucléaire.

## Biographie
Ida Tacke est née en 1896, à Lackhausen (aujourd'hui une partie de la ville de Wesel) dans la région du Rhin du Nord. 
Elle est l'une des premières femmes à étudier la chimie à la Technische Hochschule Berlin et fait partie d'une des premières générations d'étudiante en Allemagne,. Elle raconte comment elle a choisi sa voie d'études en déclarant ; « puisque je ne voulais pas du tout être enseignante, et la recherche et l'industrie employant proportionnellement moins de physiciens à cette époque, j'ai décidé de devenir chimiste, décision qui a été bien accueillie par mon père qui possédait une petite usine de vernis dans la région du Bas-Rhin ». 
Elle entre à l'Université technique de Berlin en 1915, attirée par les programmes longs et exigeants qui sont proposés, six ans après que les femmes ont été autorisées à étudier dans les universités Berlinoise. Neuf des quatre-vingt-cinq membres de sa classe ont étudié la chimie. En 1918, après avoir obtenu son diplôme en génie chimique et métallurgique, elle commence ses recherches en 1921 sur les acides gras et obtient le diplôme de Dr. Eng. en chimie,,.
Son premier emploi a lieu à Berlin, dans le laboratoire de chimie de l'Usine de turbines AEG (une société affiliée à General Electric) et plus tard chez Siemens & Halske,.
Elle entreprend alors, au Physikalisch-Technische Reichsanstalt, avec son futur époux Walter Noddack qu'elle épouse en 1926, des recherches sur deux des derniers éléments de la table de Mendeleïev encore inconnus : l'élément 43 et l'élément 75. En 1925, ils parviennent à leurs fins et annoncent la découverte de deux éléments qu'ils proposent de baptiser rhénium et masurium, du nom d'origine de leurs patries respectives la Rhénanie (Ida) et la Masurie (Walter). Compte tenu de sa courte période, les Noddack ne purent confirmer par spectroscopie l'obtention de l'élément 43 (futur technétium). Seule la découverte de l'élément 75 leur fut donc reconnue et leur proposition du nom rhénium fut retenue pour cet élément. L'attribution de la découverte de l'élément 43 fait toujours débat.
En 1934, Ida Noddack émit, la première, dans le Zeitschrift für angewandte Chemie l'idée que le bombardement d'uranium par des neutrons pourrait résulter en l’éclatement du noyau de ce corps,, anticipant ainsi de quelques années la découverte de la fission nucléaire par Otto Hahn et Fritz Strassmann et sa première explication théorique par Lise Meitner et Otto Frisch. Elle a eu cette idée à la suite d'une expérience d'Enrico Fermi et ses collaborateurs, où de l'uranium est bombardé par un faisceau de neutron. Fermi crut découvrir le premier élément transuranien mais Ida Noddack, remarquant des lacunes dans les analyses chimiques, envisagea que certains noyaux d'uranium se seraient fragmentés en noyaux plus légers .
Ida Noddack a été proposée, seule et avec son époux, un grand nombre de fois au prix Nobel de chimie. Les circonstances de l'avant-guerre et la situation particulière de la recherche allemande sous le Troisième Reich expliquent probablement pourquoi ce titre ne leur fut jamais attribué.